# CSR Corporation
China South Locomotive & Rolling Stock Co. Ltd., más conocida como CSR Corporation, fue una empresa estatal de la  República Popular China, dedicada a la investigación y desarrollo, fabricación y reparación de material ferroviario: locomotoras eléctricas y diésel-eléctricas, coches de pasajeros, vagones de carga, unidades de tren eléctricas, unidades de tren diésel y trenes de alta velocidad. La empresa se estableció el 28 de diciembre de 2007.

## Historia
En 1949, el Ministerio de Ferrocarriles creó el grupo CSR dentro del Factory Affairs Bureau, organismo encargado de gestionar las empresas de fabricación y reparación de material rodante. En 1986 el sector industrial ferroviario fue reorganizado y el Factory Affairs Bureau fue convertido en la Locomotive and Rolling Stock Industrial Corporation durante un lapso de 3 años; luego fue renombrada China National Railways Locomotive and Rolling Stock Industrial Corporation.
En 2002 China National Railways Locomotive and Rolling Stock Industrial Corporation fue dividida en dos: CSR Group y CNR Group.
La empresa está bajo la supervisión de State-owned Assets Supervision and Administration Commission of the State Council (SASAC).
En agosto de 2008 la empresa comenzó a cotizar en la bolsa de comercio de Shanghái y obtuvo 1,5 miles de millones de dólares en la oferta inicial.
En febrero de 2014, CSR adquirió la empresa argentina, fabricante de material rodante Emprendimientos Ferroviarios.
En 2014 la empresa acordó reagruparse con la otra empresa industrial ferroviaria china CNR bajo la aprobación del gobierno para formar un nuevo ente CRRC (China Railway Rolling Stock Corporation en inglés). Esto se hizo efectivo el 1 de junio de 2015.

## Subsidiarias
Las subsidiarias de CSR:
- CSR Chengdu Locomotive & Rolling Stock Co., Ltd.: reconstrucción de locomotoras y coches de pasajeros.
- CSR Feb. 7th Rolling Stock Co., Ltd.: reconstrucción de vagones de carga.
- CSR Luoyang Locomotive Co., Ltd.: reconstrucción de locomotoras.
- CSR Meishan Rolling Stock Co., Ltd.: desarrollo y fabricación de vagones de carga.
- CSR Nanjing Puzhen Rolling Stock Co., Ltd.: construcción y reparación de coches de pasajeros y construcción de coches de pasajeros para servicios metropolitanos y de metro.
- CSR Qishuyan Locomotive Co., Ltd.: investigación, desarrollo y fabricación de locomotoras diésel.
- CSR Qishuyan Locomotive & Rolling Stock Technology Research Institute Co., Ltd.: desarrollo e investigación de nuevas técnicas de fabricación y materiales para trenes rodantes.
- CSR Shijiazhuang Rolling Stock Co., Ltd.: reconstrucción de vagones de carga.
- CSR Sifang Locomotive & Rolling Stock Co., Ltd.: investigación, desarrollo y manufactura de trenes eléctricos para servicios metrpolitanos y de trenes de alta velocidad.
- CSR Sifang Rolling Stock Co., Ltd.: reconstrucción y manufactura de coches de pasajeros y unidades de tren eléctricas.
- Zhuzhou CSR Times Electric Co., Ltd.: desarrollo y manufactura de equipamiento eléctrico de a bordo: convertidores y equipos de control de tracción.
- CSR Xiangfan Locomotive Co., Ltd.: reconstrucción de locomotoras.
- CSR Yangtze Rolling Stock Co., Ltd.: reconstrucción y manufactura de vagones de carga.
- CSR Zhuzhou Electric Locomotive Research Institute Co., Ltd.: desarrollo y manufactura de motores eléctricos de tracción y equipos eléctricos accesorios.
- CSR Zhuzhou Electric Locomotive Co., Ltd.: investigación, desarrollo y manufactura de locomotoras eléctricas y unidades de tren eléctricas.
- CSR Ziyang Locomotive Co., Ltd.: manufactura de locomotoras.

## Producción

### Mercado interno
En 2010, el entonces Ministerio de Ferrocarriles de China, encargó 590 locomotoras eléctricas que fueron construidas por CSR Zhuzhou y CSR Ziyang. La empresa afirma tener una capacidad de producción de 800 locomotoras eléctricas por año, convirtiéndose en el mayor productor del mundo.

### Exportaciones
La empresa exportó coches y locomotoras a Vietnam, Singapur, Argentina, Venezuela, Australia, Tanzania, Albania, Irán, Turkmenistán y Siria.

## Imágenes

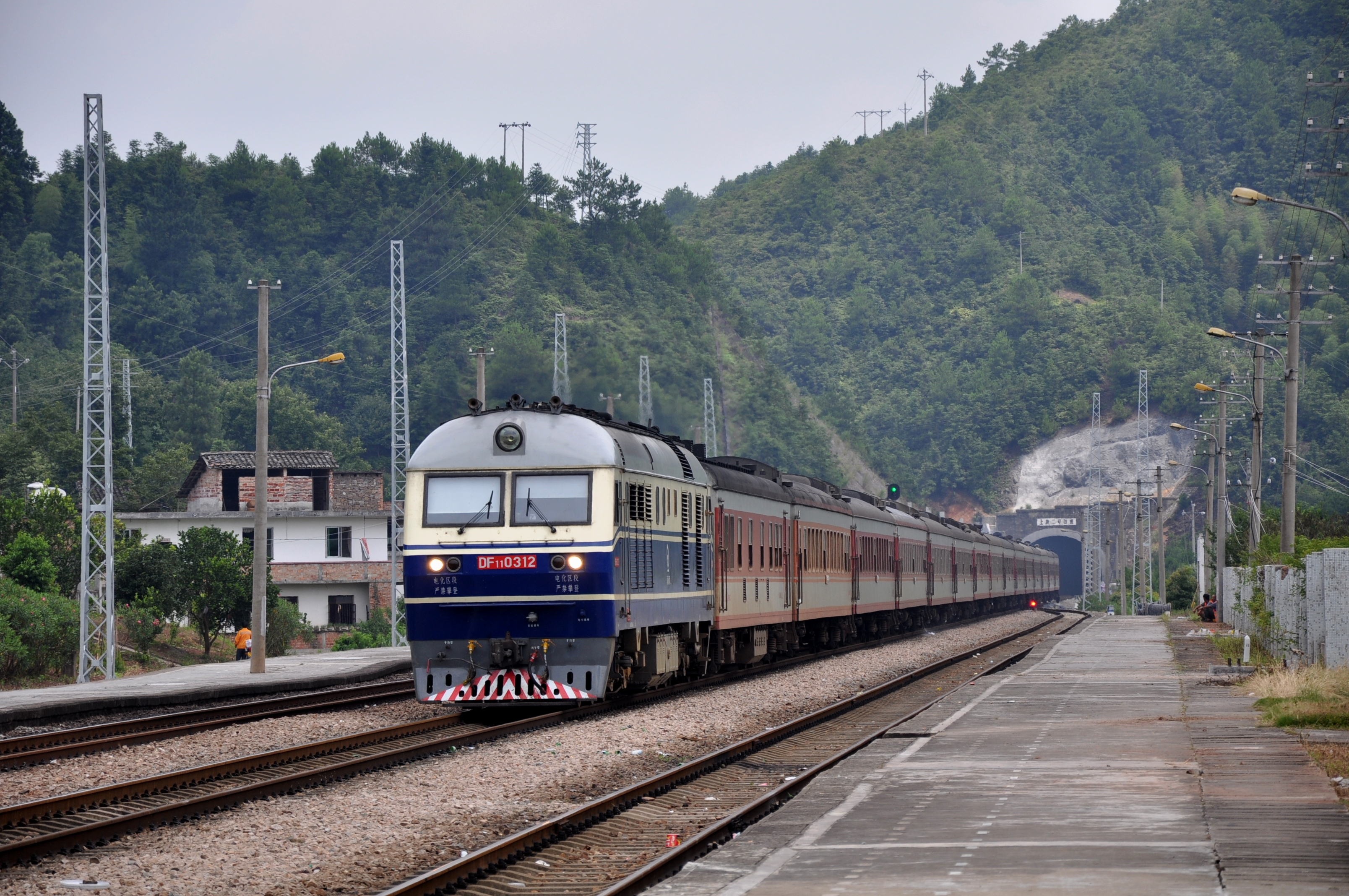
Locomotora diésel fabricada por CSR para los ferrocarriles de China.
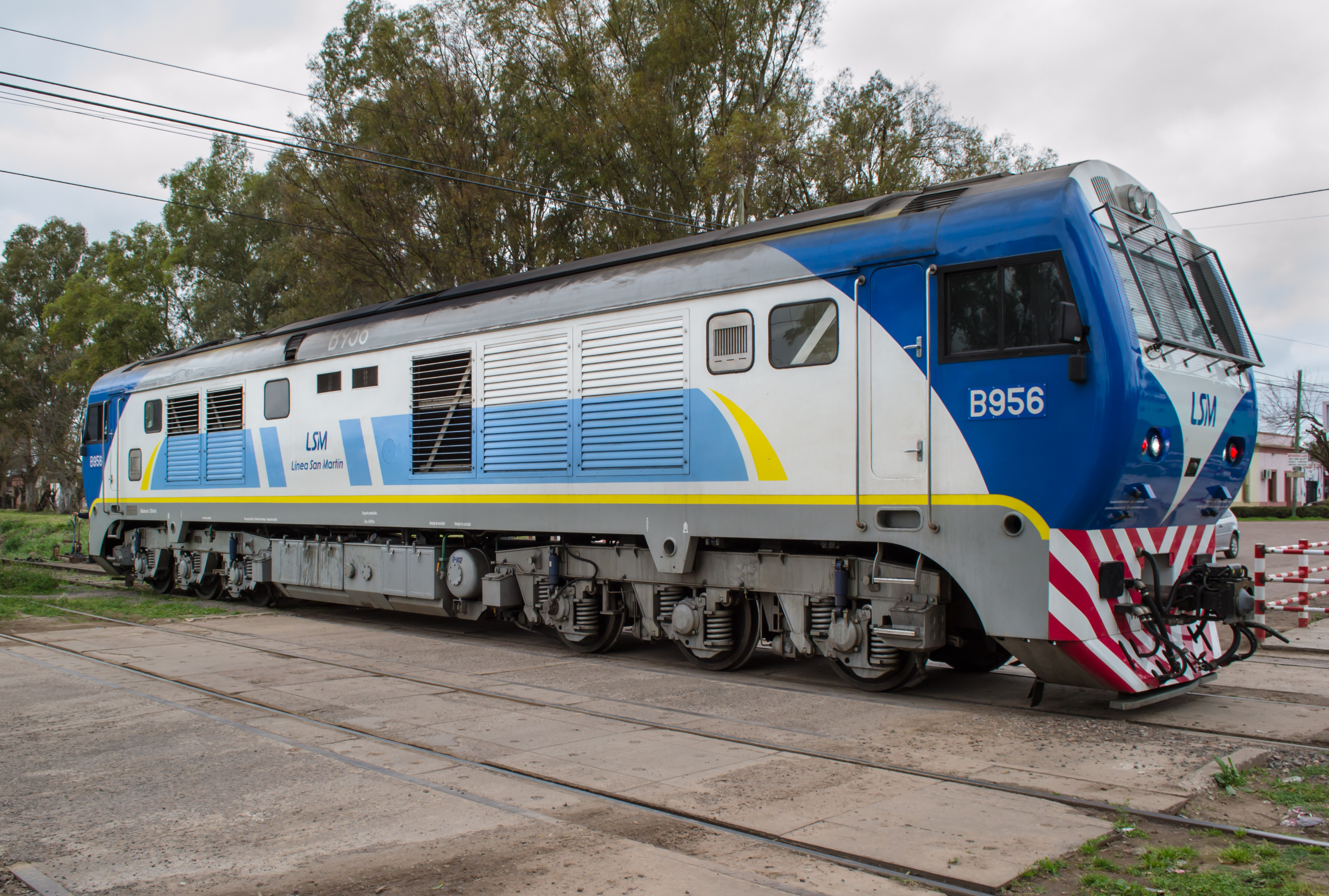
Locomotora CSR SDD7 exportada a Argentina.
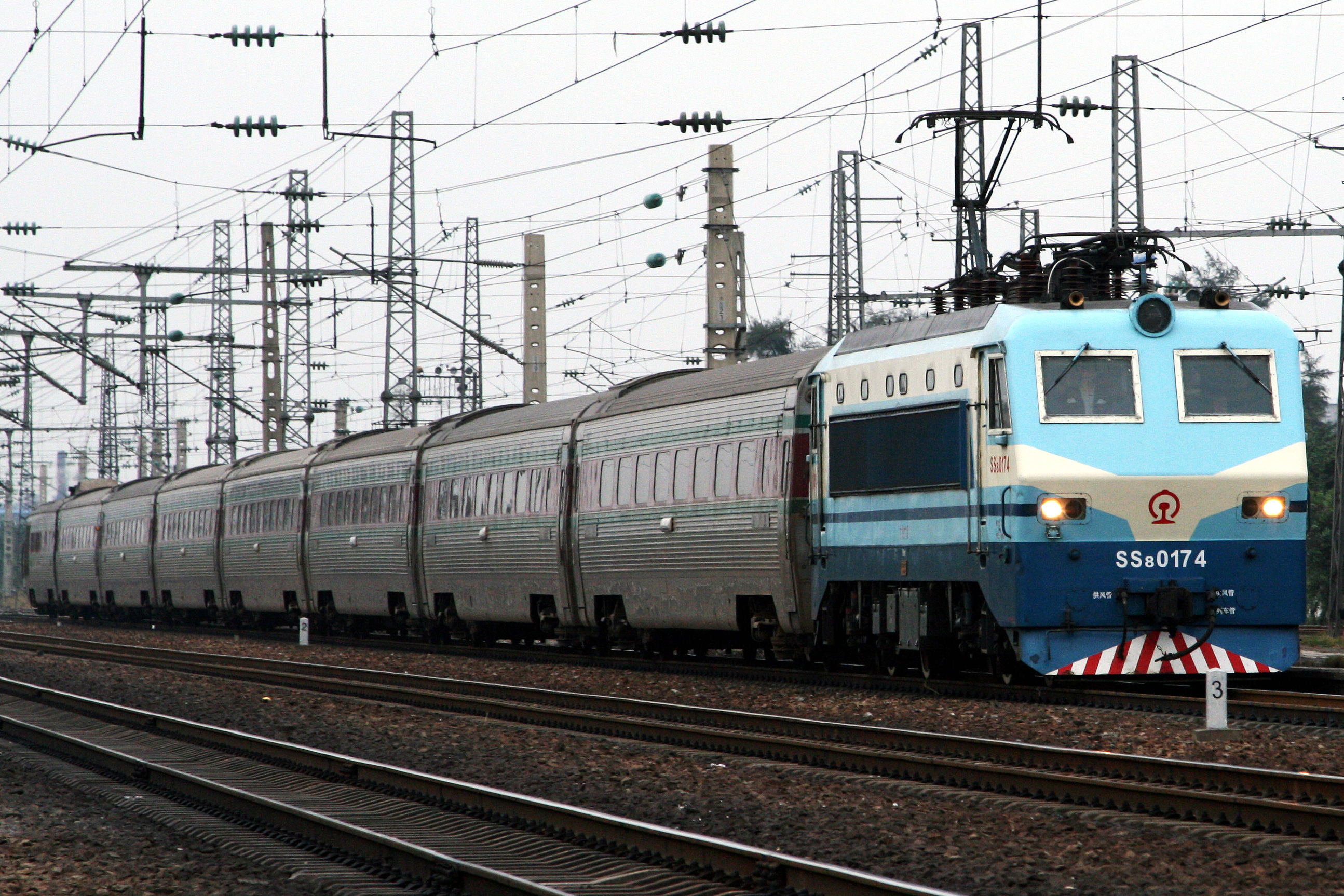
Locomotora eléctrica en China.
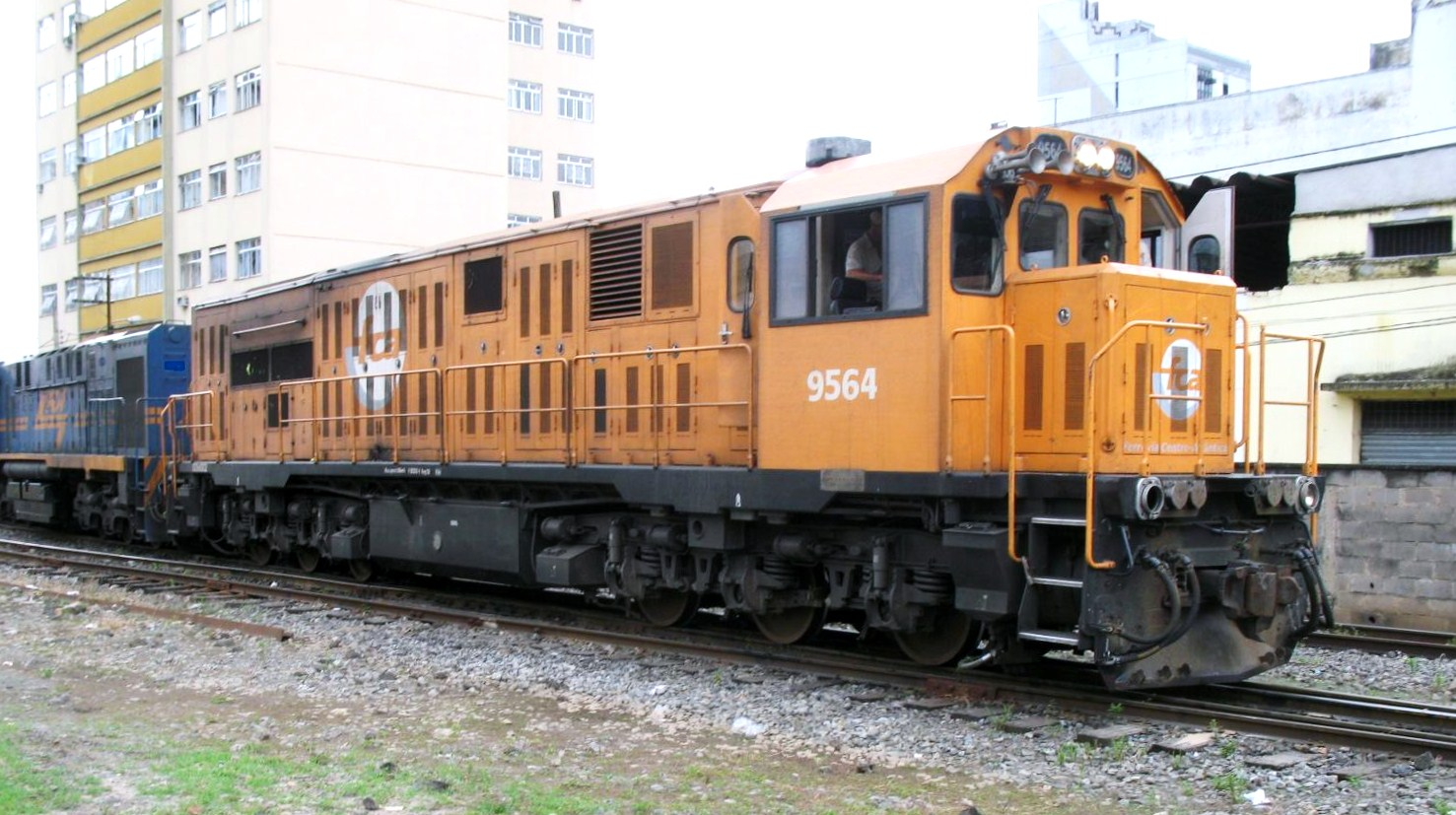
Locomotora diésel exportada a Brasil.
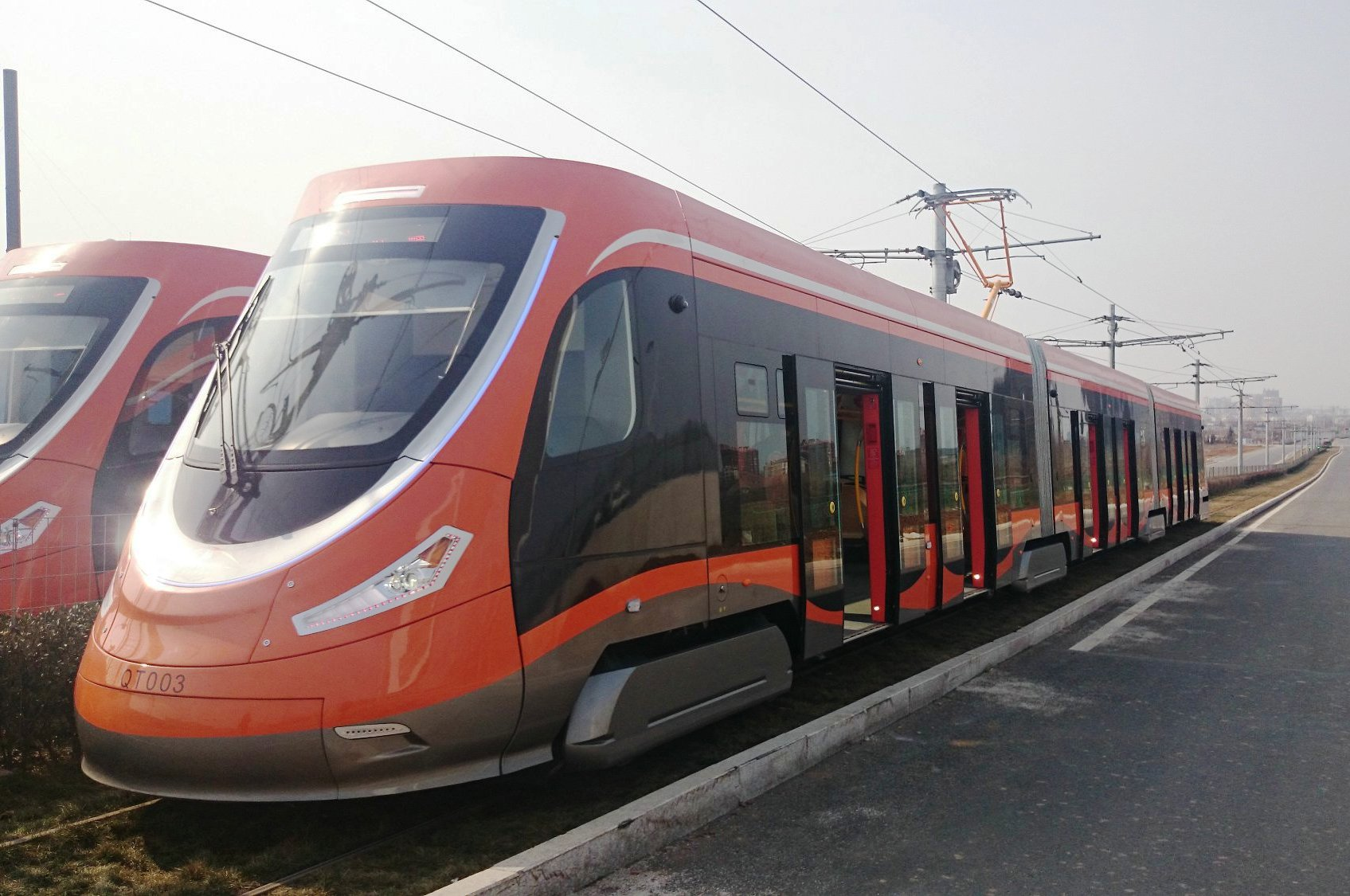
Tranvía, en Chengyang.